# Zbudské Dlhé
Zbudské Dlhé (in ungherese Laborcmező) è un comune della Slovacchia facente parte del distretto di Humenné, nella regione di Prešov.